# 기우제 (영화)
《기우제》는 2021년에 개봉한 대한민국의 영화이다.

## 캐스팅
- 신현규 : 신박사 역
- 전은정 : 아리봇 역
- 송길호 : 엑스 역